# Södra Kårböle
Södra Kårböle (finska: Etelä-Kaarela) är en tidigare stadsdel i Helsingfors stad som avskaffades år 1984 i en reform av stadsdelsindelningen.